# Fort Robinson
Koordinaten: 42° 40′ 8″ N, 103° 28′ 2″ W

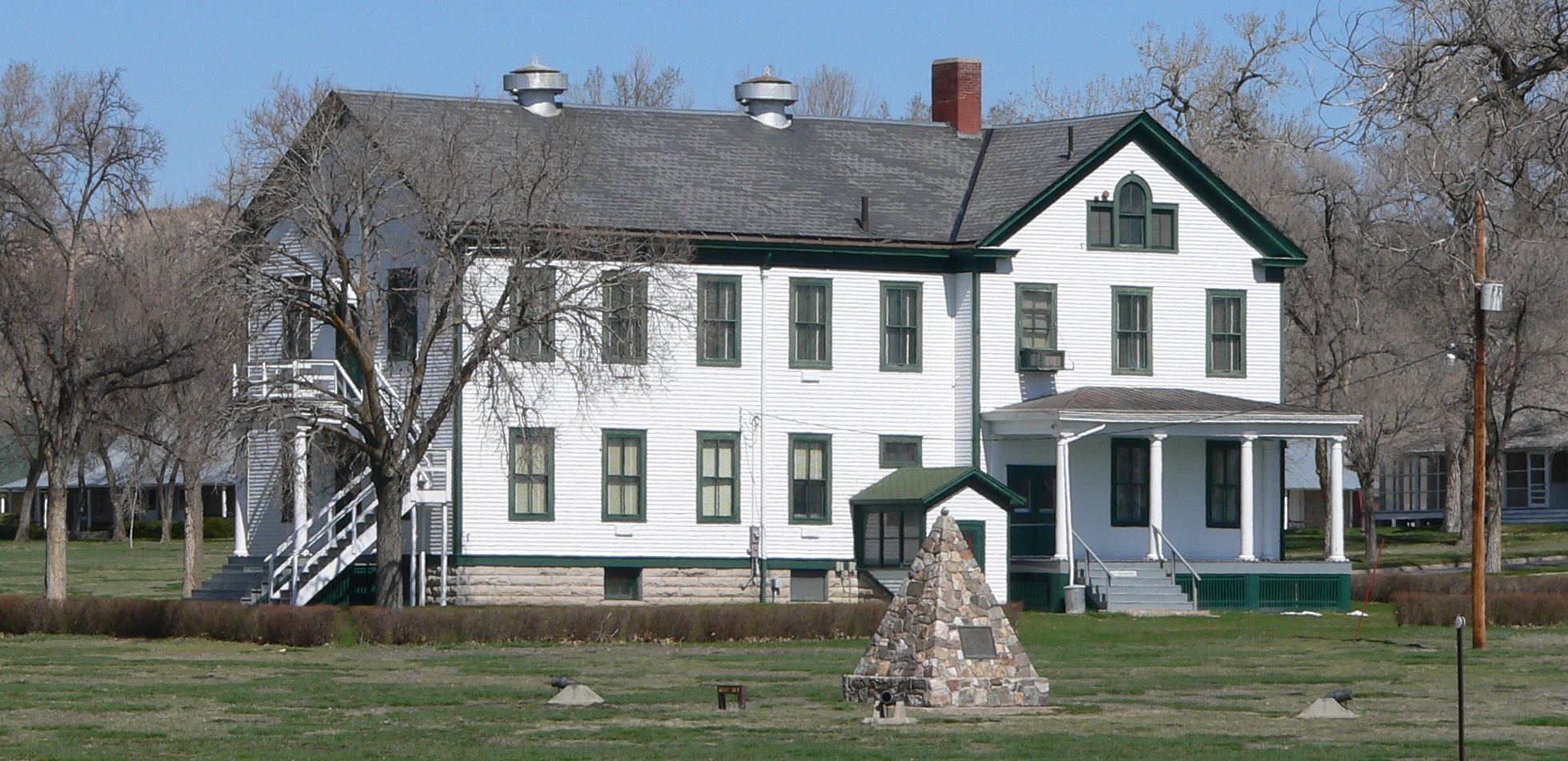
Das Stabsgebäude von Fort Robinson

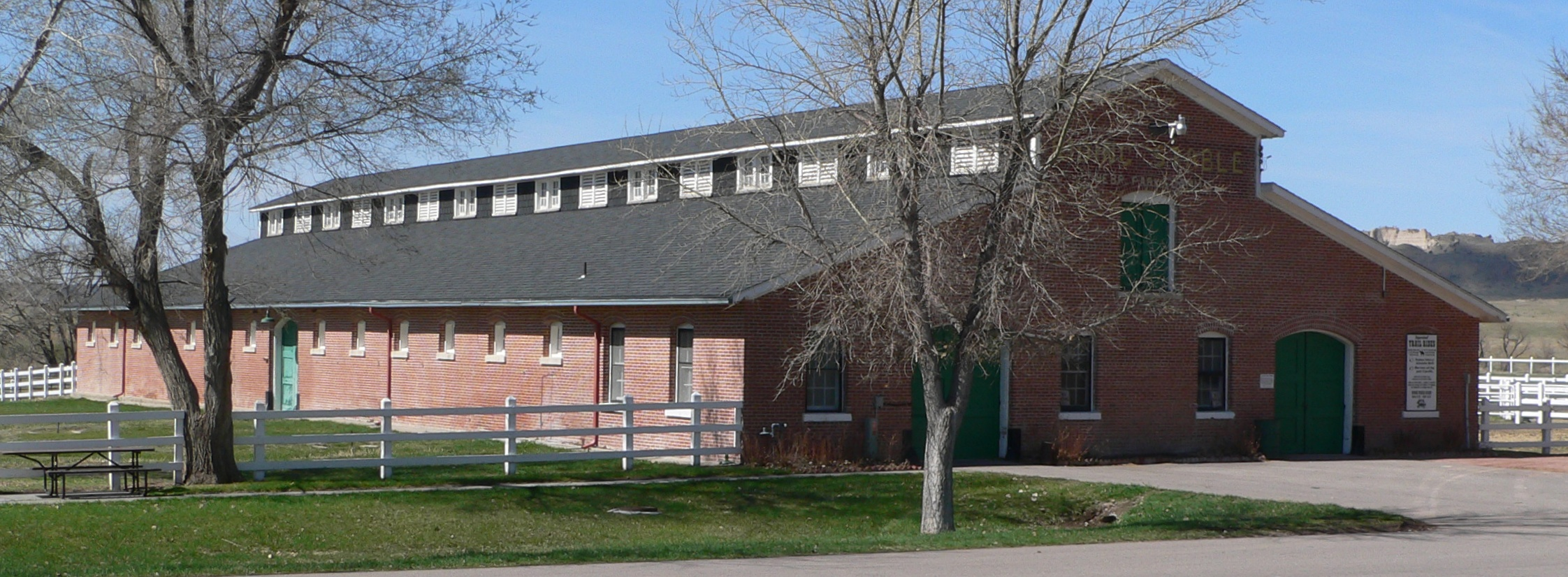
Pferdeställe in Fort Robinson, Nebraska, das die größte Pferdezuchtstation des US-Heeres war.

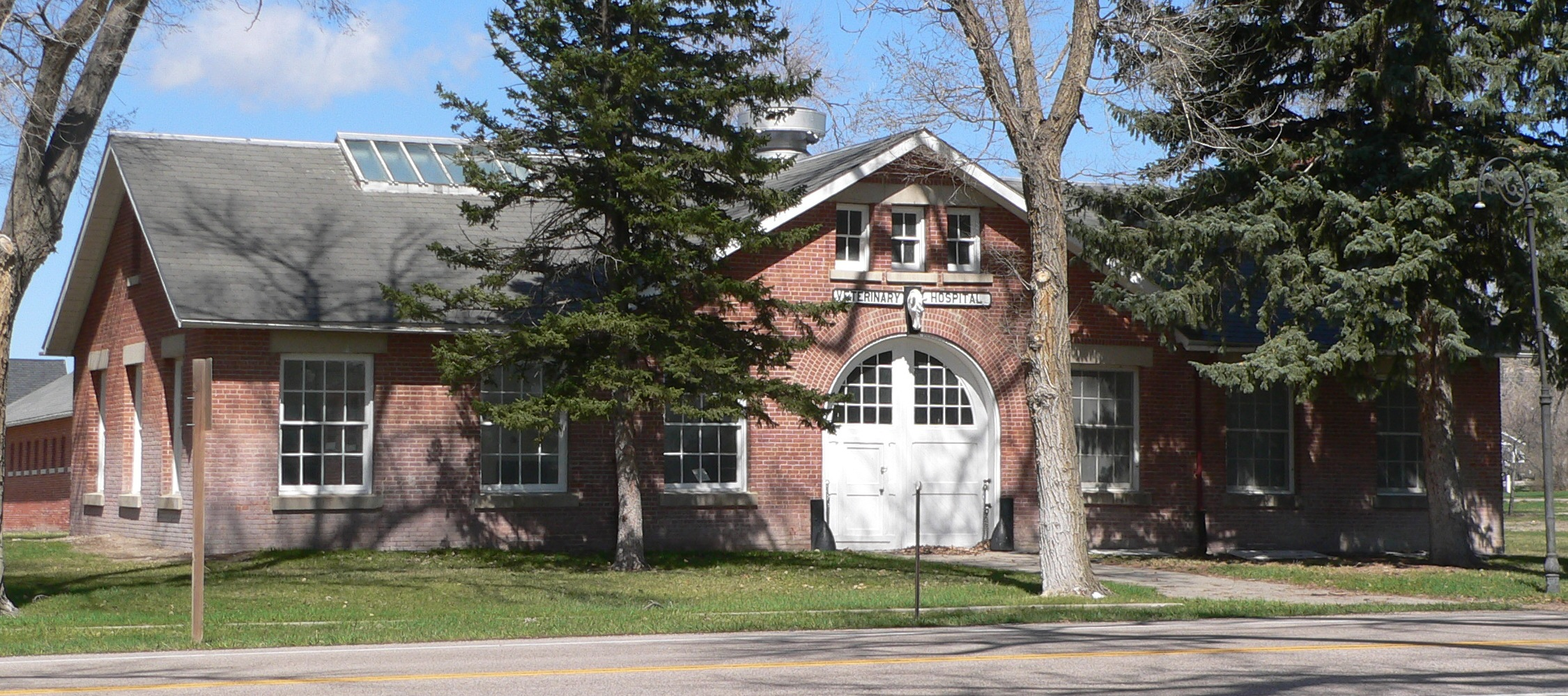
Tierklinik in Fort Robinson, Nebraska

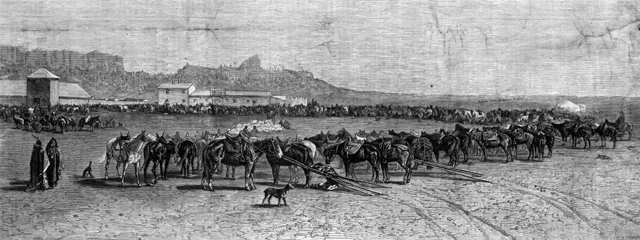
Red Cloud Agency. Zeichnung von Ivan Pranishnikopf (1846–1910), nach einem Photo. Erschienen in Harper’s Weekly am 18. Mai 1876.

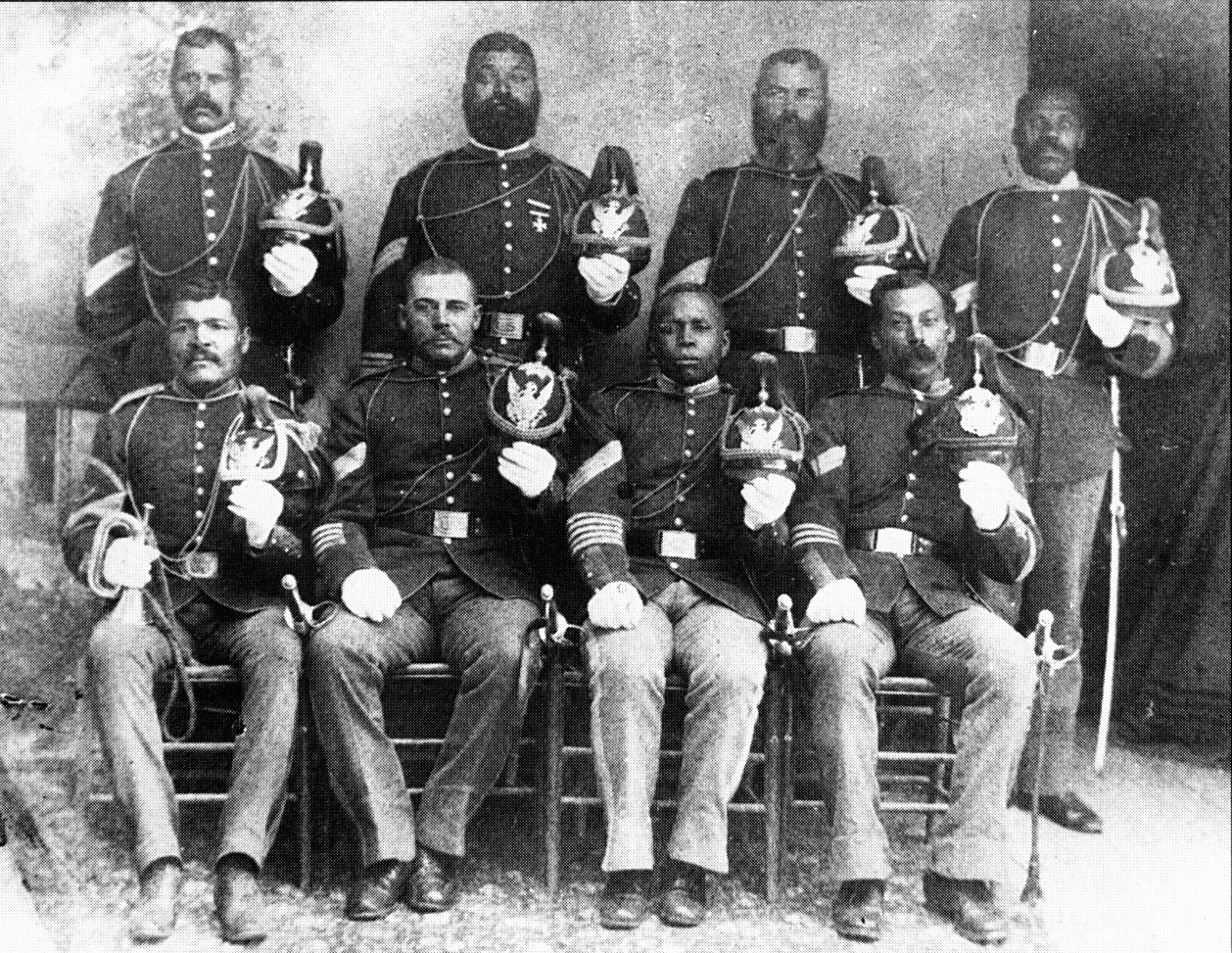
Unteroffiziere des 9. US-Kavallerie-Regiments 1889

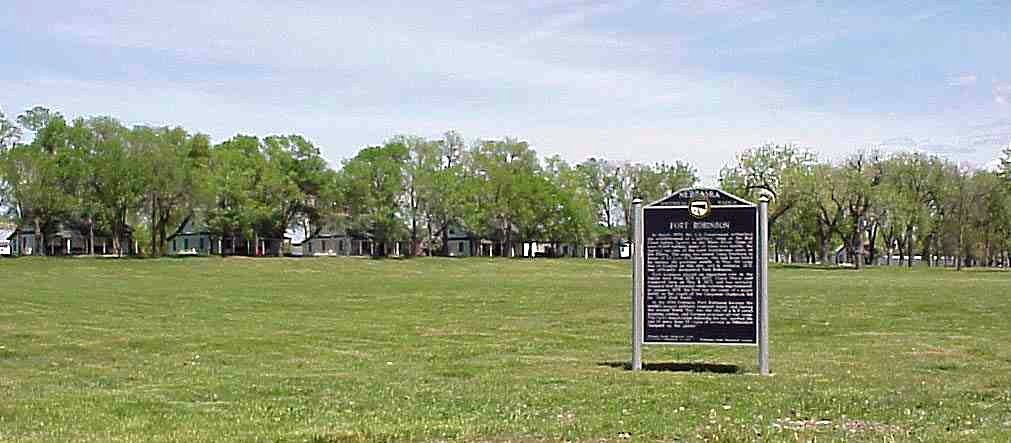
Fort Robinson 2003

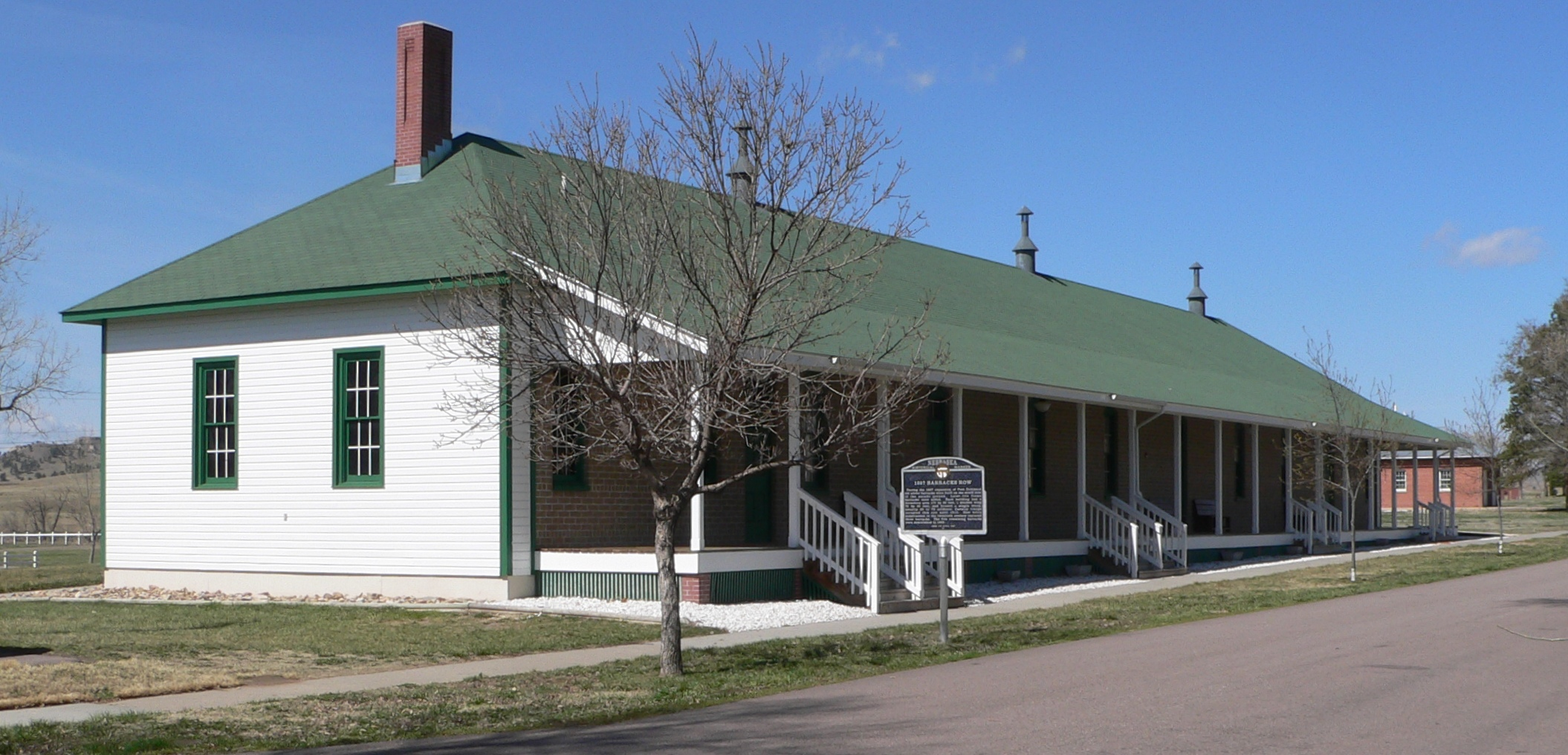
Mannschaftsunterkünfte

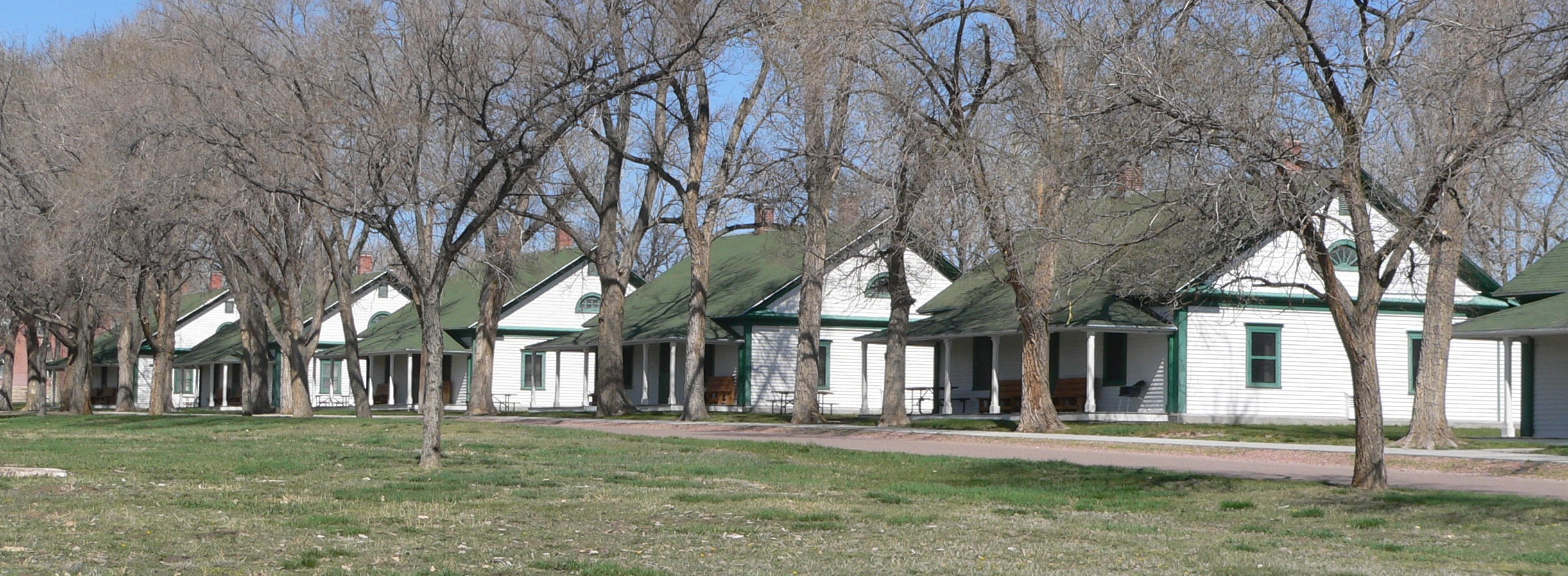
Offiziersunterkünfte

Fort Robinson ist ein ehemaliger Stützpunkt der United States Army und heute ein State Park im Bundesstaat Nebraska. Fort Robinson liegt im Nord-Westen des Bundesstaates in der Region Pine Ridge im Dawes County am Rande der Gemeinde Crawford. Fort Robinson wurde im März 1874 auf dem Gebiet der Red Cloud Agency des Bureau of Indian Affairs, einer Abteilung des amerikanischen Innenministeriums gegründet. Das Fort wurde nach Leutnant Levi H. Robinson benannt, der im Februar 1874 von Indianern getötet worden war. Das Fort spielte eine wesentliche Rolle in den Sioux-Kriegen. Crazy Horse, der Anführer der Oglala Sioux wurde am 5. September 1877 im Fort getötet. Das Fort wurde 1947 von der Armee aufgegeben. 1956 wurde ein Museum eröffnet. 1960 wurde es zum National Historic Landmark erklärt.

## Geschichte
Die Red Cloud Agency wurde nach dem Abschluss des Vertrages von Fort Laramie 1868 am North Platte River im heutigen Wyoming gegründet. Der Vertrag legte das Gebiet des gesamten heutigen US-Bundesstaates South Dakota westlich des Missouri, einschließlich der Black Hills (von der Nordgrenze in Nebraska bis zum 46. Breitengrad und vom Missouri im Osten bis zum 104. Meridian im Westen) als Indianerland zur uneingeschränkten und unbehelligten Nutzung und Besiedlung durch die Great Sioux Nation fest. Da sich die amerikanische Bundesregierung in diesem Vertrag auch verpflichtet hatte, die Gesundheitsversorgung, das Schulwesen und die Versorgung mit Lebensmitteln für das Great Sioux Reservat zu übernehmen, gründete die Regierung verschiedene Stützpunkte, in der und um die Reservation. Im August 1873 zog die Agentur nach Crawford um. Die Agentur war für die Lakota-Sioux und andere Präriestämme zuständig. Damals lebten auf dem Gebiet der Agentur zirka 13.000 Prärieindianer. Durch das vertragswidrige Eindringen von weißen Jägern, Glücksrittern, Goldsuchern und Siedlern wurde die Situation immer angespannter. Deswegen beschloss die Bundesregierung im März 1874 Einheiten der US-Armee in und in der Nähe der Agentur zu stationieren. Die Soldaten sollten eigentlich die Einhaltung des Vertrags durchsetzen.
Im gleichen Jahr schickte die US-Regierung eine Expedition unter dem militärischen Schutz von George Armstrong Custer in die Black Hills, bei der dort Gold entdeckt wurde. Der daraufhin in den Black Hills sogleich einsetzende Goldrausch führte schließlich zum Krieg. Zuvor hatte die Armee vergeblich versucht, die Goldsucher aus dem Gebiet der Bergkette fernzuhalten. Die Black Hills gelten den Lakota-Sioux und den Cheyenne als heilige Berge. Zudem stellen sie den Gegenstand zahlreicher Mythen der Lakota dar. Noch heute besuchen einige Stammesangehörige die spirituellen Orte in den Bergen, um ihre Religion auszuüben. Nach den Goldfunden versuchte die Regierung die Lakota zu einer Abtretung der Bergkette zu bewegen, allerdings ohne Erfolg. Die Reservatsindianer unter Red Cloud lehnten einen Verkauf ab. Bestimmte Gruppen unter Sitting Bull, Crazy Horse und Gall hatten den Vertrag von 1868 ohnehin nie anerkannt und hielten sich außerhalb des Sioux-Reservats in den nicht abgetretenen Jagdgebieten auf. Im Dezember 1875 beschloss die Regierung, die Black Hills den Indianern mit Gewalt zu entreißen. Sie setzte den Indianern ein Ultimatum, mitten im Winter in das Reservat „zurückzukehren“ und somit die Black Hills für die Weißen zu räumen. Abgesehen davon, dass viele Sioux und Nördliche Cheyenne gar nicht aus Reservaten stammten, in die sie hätten zurückkehren können, wäre es ihnen unmöglich gewesen, dem Ultimatum mitten im tiefsten Winter nachzukommen.
Die Kampfhandlungen wurden von General Crook im März 1868 mit der Schlacht am Powder Creek eröffnet, wo Soldaten ein Winter-Quartier der Cheyenne angriffen. Doch der Feldzug endete im Desaster. Nach den verlorenen Schlachten bei Rosebud und Little Big Horn zogen sich die geschlagenen Soldaten nach Fort Robinson zurück. Dieser Sieg der Indianer war von kurzer Dauer. Die Armee kam mit größeren, besser ausgerüsteten Einheiten zurück. In den folgenden Monaten verfolgte die Armee in einem gnadenlosen, auch über den Winter geführten Feldzug die letzten freien Sioux- und Cheyenne-Abteilungen, was zu Flucht, verheerenden Niederlagen und Kapitulationen der Indianer führte, nicht zuletzt auch wegen der rasch schwindenden Bisonherden, ihrer Lebensgrundlage. Am 8. Mai 1877 ergab sich Crazy Horse, der Anführer der Oglala-Sioux mit seinen Kriegern der Armee in Fort Robinson. Er hatte eingesehen, dass sein Volk durch Kälte und Hunger geschwächt war und nicht mehr weiterkämpfen konnte. Am 5. September 1877 wurde Crazy Horse von dem Soldaten William Gentiles im Fort getötet.
Die Red Cloud Agency wurde im Oktober 1877 an den White River nach South Dakota verlegt. Dort besteht sie bis zum heutigen Tag und bildete die Grundlage für die Pine Ridge Reservation. In der Region Pine Ridge des Staates Nebraska gibt es heute keine wesentlichen Siedlungen der Oglala-Sioux mehr.
Im September 1878 flüchtete eine Gruppe von Cheyenne-Indianer aus ihrem Reservat im heutigen Oklahoma, um in ihre alte Heimat in Montana zurückzukehren. Dabei durchquerten sie Kansas und Nebraska. Am 23. Oktober 1878 wurden eine Gruppe von 300 Indianern unter der Führung von Häuptling Morning Star von Soldaten des Forts umzingelt und während eines verheerenden Schneesturms zur Aufgabe gezwungen. Die Soldaten versorgten sie mit Lebensmitteln, nahmen ihnen aber ihre Pferde und die meisten Waffen ab. Am 26. Oktober brachten die Soldaten die Gruppe nach Fort Robinson und quartierten die Indianer in leeren Baracken ein. Am 9. Januar 1879 brachen die Cheyenne-Indianer unter der Führung von Häuptling Morning Star aus der Internierung des Fort aus, da sie in das Indianer-Territorium im heutigen Oklahoma zurückverlegt werden sollten. Die Cheyenne befürchteten, dass sie aufgrund der rauen Bedingungen in Oklahoma nicht überleben würden. Um die Cheyenne dazu zu zwingen, verwehrten ihnen die Soldaten Lebensmittel und Brennmaterial in einem harten Winter. Die Flüchtenden wurden gnadenlos niedergemetzelt. Dieses als 'Fort Robinson Massacre' bekannte Kriegsverbrechen wurde als solches 1901 vom U.S. Supreme Court anerkannt.
Einer zweiten, deutlich kleineren und von Little Wolf geführten Gruppe der Northern Cheyenne gelang es, sich bis in ihre Heimat in Montana durchzuschlagen. Nach zähen Verhandlungen erhielten sie die Erlaubnis, sich in der Reservation des Lakota-Häuptlings Red Cloud niederzulassen; später erhielten die überlebenden Northern Cheyenne eine neu geschaffene Reservation am Tongue River in Montana. Dort verbrachte dann auch Morning Star mit den Resten seiner Familie seine letzten Lebensjahre.
1885 wurde das 9. Kavallerie-Regiment nach Fort Robinson verlegt. Dieses bestand aus Schwarzen. Das Fort wurde massiv ausgebaut. Das Fort spielte eine wichtige Rolle bei der Kampagne in der Pine Ridge Reservation 1890. Am 29. Dezember 1890 töteten Soldaten des 7. US-Kavallerieregiments Männer, Frauen und Kinder der Minneconjou-Lakota-Sioux-Indianer unter Häuptling Spotted Elk (meist jedoch fälschlich auch Big Foot benannt) bei Wounded Knee. Dieses Massaker brach den letzten Widerstand der Indianer gegen die Weißen. Vorausgegangen war die „Ghost Dance“-Bewegung von Wovoka, einem Propheten der Paiuten. Die Geistertanz-Revitalisierungs- und Erlösungsbewegung richtete sich an alle Indianerstämme.
Während und nach dem Ersten Weltkrieg war es das größte militärische Gestüt der Welt. Während des Zweiten Weltkriegs diente es auch als Ausbildungszentrum für Hunde. Am Ende des Zweiten Weltkriegs wurde es als Kriegsgefangenenlager für deutsche Soldaten verwendet. Am 19. November 1943 trafen die ersten 600 Gefangenen des deutschen Afrika-Korps dort ein. Später diente es als Gefangenenlager für Angehörige der deutschen Kriegsmarine. Das Kriegsgefangenenlager wurde im Mai 1946 geschlossen. 1948 wurde das Fort von der Armee aufgegeben.
Das Landwirtschaftsministerium der Vereinigten Staaten übernahm das Gelände und nutzte es als Versuchsanstalt für die Rinderzucht. Seit Mitte der 1950er Jahre gab es Bemühungen das Gelände als Museum zu erhalten, nachdem einige historische Gebäude abgerissen worden waren. Seit 1955 erwarb die Nebraska State Historical Society Teile des Geländes und richtete ein Museum ein. Seit 1960 ist Fort Robinson ein National Historic Landmark. 1971 übergab das Landwirtschaftsministerium das restliche Gelände an den Staat Nebraska.

## In der Kultur
Die Kapitulation der letzten freien Sioux – tatsächlich handelte es sich um eine mit den Sioux/Dakota verbündete Gruppe Northern Cheyenne – im Fort Robinson wird im Schlusssatz von Kevin Costners Spielfilm Der mit dem Wolf tanzt erwähnt: „Dreizehn Jahre später, ihre Dörfer waren vernichtet und ihre Büffel verschwunden, unterwarf sich die letzte Gruppe freier Sioux in Fort Robinson, Nebraska. Die großen Pferdeherden der Prärie waren untergegangen und der amerikanische Wilde Westen sollte bald Teil der Geschichte werden“.